# نادي كاتانيا
نادي كاتانيا لكرة القدم هو نادي كرة قدم من كاتانيا، صقلية، إيطاليا. تأسس الفريق عام 1946.
يلعب الفريق في ملعبه أنجيلو ماسيمينو، الذي يسع 20800 شخص. للنادي العديد من الكنيات مثل "Rossazzurri" (أي الأحمر والأزرق الفاتح)، و"Gli Elefanti"، و"Etnei". ألوان الفريق هما الأحمر والأزرق.

## التاريخ

### من 1908 إلى 1946
تأسس أول فريق لكرة القدم بمقاطعة كاتانيا بعام 1908 من قـِبل غايتانو فينتيميليا وفرانشيسكو ستورسو دالدوبراندو باسم برو باتريا. وتغير الاسم في عام 1910 إلى كاتانيزي. بدأ الاشتراك بالبطولات الرسمية في العشرينات : شارك كاتانيزي في عام 1920 بكأس صقلية الاتحادي، وفي البطولة الكاتانية عام 1927 (فاز بها موسم 1928-29).
في عام 1929 شارك للمرة الأولى بدوري القسم الثاني مع باسم نادي كاتانيا الرياضي (تغير لاحقاً إلى نادي كاتانيا الفاشي لكرة القدم). وشارك موسم 1934-35 بالدرجة الثانية لأول مرة : كانت له أربعة مشاركات قبل الحرب العالمية الثانية في الدرجة الثانية. ومع الحرب تم حل النادي.

### نادي كاتانيا لكرة القدم(1946-1983)
أُعيد تأسيس النادي في عام 1946 باسم لكرة القدم نادي كاتانيا لكرة القدم، وكان أول رئيسه سانتي مانيانارو باسانيزي. وبعد ثلاث سنوات من اللعب الدرجة الثالثة صعد الفريق إلى الدرجة الثانية، وفي عام 1954 صعد للمرة الأولى إلى الدرجة الأولى، بمساعدة أنطونيو سيفيزو حارس المرمى الذي نشأ في الميلان. لكنه مالبث أن هبط بسبب الغش الرياضي.

## التشكيلة الحالية
ملاحظة: تشير الأعلام إلى المنتخب الوطني على النحو المحدد في قواعد الأهلية للفيفا. قد يحمل اللاعبون أكثر من جنسية واحدة غير تابعة للفيفا.
| الرقم | البلد     | المركز | اللاعب            |
| ----- | --------- | ------ | ----------------- |
| 1     | سلوفينيا  | حارس   | توماش كوشيسكي     |
| 2     | إيطاليا   | مدافع  | أليساندرو بوتينزا |
| 3     | الأرجنتين | مدافع  | نيكولاس سبولي     |
| 4     | إيطاليا   | وسط    | غينارو ديلفيكيو   |
| 5     | الأرجنتين | وسط    | إزيكويل كاربوني   |
| 6     | إيطاليا   | مدافع  | نيكولا ليغروتالي  |
| 7     | إيطاليا   | وسط    | دافيدي لانزافامي  |
| 8     | الأرجنتين | وسط    | بابلو ليديسما     |
| 9     | إيطاليا   | مهاجم  | جيانفيتو بلاسماتي |
| 10    | الأرجنتين | وسط    | بابلو بارينتوس    |
| 12    | إيطاليا   | مدافع  | جيوفاني مارتشيزي  |
| 13    | الأرجنتين | وسط    | ماريانو إزكو      |
| 14    | إيطاليا   | مدافع  | جيوزيبي بيلوسكي   |
| 15    | اليابان   | مهاجم  | تاكايوكي موريموتو |

| الرقم | البلد      | المركز | اللاعب            |
| ----- | ---------- | ------ | ----------------- |
| 16    | الأرجنتين  | وسط    | كريستيان لاما     |
| 17    | إيطاليا    | وسط    | فيديريكو موريتي   |
| 18    | بولندا     | مدافع  | بلازي أوغستين     |
| 19    | الأرجنتين  | وسط    | أدريان ريتشيوتي   |
| 21    | الأرجنتين  | حارس   | ماريانو أندويار   |
| 22    | الأرجنتين  | مدافع  | بابلو ألفاريز     |
| 23    | إيطاليا    | مدافع  | كريستيان تيرليزي  |
| 24    | إيطاليا    | وسط    | سيموني بيسكي      |
| 25    | الأوروغواي | مهاجم  | خورخي مارتينيز    |
| 26    | إيطاليا    | وسط    | فابيو تشياكا      |
| 27    | إيطاليا    | وسط    | ماركو بياغيانتي   |
| 30    | إيطاليا    | حارس   | أندريا كامبانيولو |
| 33    | إيطاليا    | مدافع  | تشيرو كابوانو     |

## إنجازات الفريق
- الدوري الإيطالي الدرجة الثانية: 1953/54
- الدوري الإيطالي الدرجة الثالثة (المجموعة الثالثة): 1974/75
- الدوري الإيطالي الدرجة الثالثة (المجموعة الثانية): 1979/80

## وصلات خارجية
- الموقع الرسمي